# Jamel Johnson (zapaśnik)
Jamel Rasheed Johnson (ur. 9 czerwca 1991) – amerykański zapaśnik walczący przeważnie w stylu klasycznym. Złoty medalista mistrzostw panamerykańskich w 2021 i brązowy w 2013. Trzeci na akademickich MŚ w 2012. Dziewiąty na  igrzyskach wojskowych w 2015 i trzynasty w 2019 roku. Zawodnik University of North Carolina at Greensboro.